# Reexport
Als Reexport (oder Wiederausfuhr) wird im Außenhandel der Export von zuvor importierten Gütern bezeichnet. Pendant ist der Reimport.

## Allgemeines
Der Außenhandel besteht aus Export, Import, Transithandel und Lohnveredelung. Reexport und Reimport sind Varianten von Ex- und Import, so dass der Reexport ein Export und der Reimport ein Import ist. Die passive Lohnveredelung ist ein Export, die aktive Lohnveredelung entsprechend ein Import.

## Ursachen
Für Reexporte gibt es zwei wesentliche Ursachen. 
Hauptgrund für Reexporte ist die Weiterverarbeitung von Gütern durch aktive Lohnveredelung (englisch inward processing). Weiterverarbeitung ist die Bearbeitung, Verarbeitung oder Ausbesserung von Gütern durch einen Auftragnehmer. Die aktive Lohnveredelung ist ein Import und führt nach Weiterverarbeitung zu einem Reexport.
Fertigerzeugnisse, die keiner Weiterverarbeitung bedürfen, können wegen internationaler Preisdifferenzierungen reexportiert werden. Zu diesem Zweck wird ein mit einem niedrigen Preisniveau importiertes Gut mit diesem Preisniveau auf dem heimischen Markt mit unveränderter Produktqualität verkauft oder in ein anderes Land zu einem höheren Preis exportiert. 

## Übersicht
Je nachdem, wo die Weiterverarbeitung eine Produkts erfolgt, wird unterschieden:
| Art                    | Weiterverarbeitung erfolgt im… | danach erfolgt ein…  | Verbuchung in der Handelsbilanz |
| ---------------------- | ------------------------------ | -------------------- | ------------------------------- |
| aktive Lohnveredelung  | Inland                         | Reexport ins Ausland | Import                          |
| passive Lohnveredelung | Ausland                        | Reimport ins Inland  | Export                          |

In der Handelsbilanz erscheint der im Inland hergestellte Produktionswert.

## Beispiel
Die deutsche Pharmaindustrie verkauft viele Arzneimittel im Ausland preiswerter als im Inland (räumliche Preisdifferenzierung). Aus Sicht des Auslands kann eine Gewinnchance genutzt werden, wenn diese Arzneimittel zuzüglich Gewinnmarge immer noch mit einem günstigeren Preis nach Deutschland reexportiert werden. 